# Rui Abreu
Rui Pinto de Abreu (* 23. Juni 1961 in Lourenço Marques, Mosambik; † 1982 in Cleveland, Vereinigte Staaten) war ein portugiesischer Schwimmer.

## Leben und Karriere
Abreu wurde in der portugiesischen Kolone Mosambik geboren und begann dort mit dem Schwimmsport. Nach der Unabhängigkeit des Landes kam er 1975 nach Coimbra, wo er sich dem Verein Académica de Coimbra anschloss. 1981 übersiedelte er in die Vereinigten Staaten, um dort sein Studium und sein Schwimmtraining weiterzuverfolgen.
1976 in Montreal als Staffelschwimmer und 1980 in Moskau als Einzelschwimmer nahm er an den Olympischen Spielen teil. Er war nationaler Rekordhalter über 100 Meter Freistil, 100 Meter und 200 Meter Rücken, 200 Meter Lagen sowie mit der 4×100-Meter-Freistilstaffel und der 4×-100-Meter-Lagenstaffel.
1982 nahm er sich im Alter von 21 Jahren das Leben. In Coimbra trägt der 2004 eröffnete Complexo de Piscinas seinen Namen. 